# X-41 Common Aero Vehicle
X-41 Common Aero Vehicle (CAV) je označení, které bylo v roce 2003, přiděleno pro americký vojenský návratový prostředek v programu CAV. X-41 se stal později součástí programu FALCON (Force Application and Launch from Continental United States), který byl sponzorován organizacemi DARPA a NASA .

## Popis
Specifikace ani fotografie programu X-41 nebyly zveřejněny; o jeho cílech je tedy známo jen málo. Byl popsán jako experimentální manévrovací návratový prostředek schopný přepravit 1000 liber (asi 456 kg) nákladu na suborbitální dráhu při hypersonických rychlostech a uvolnit toto užitečné zatížení do atmosféry.
Slovo „Aero“ v „Common Aero Vehicle“ znamenalo „aeroshell“, nikoli „aerospace“, protože CAV byl obyčejný aerotermodynamický kryt pro různé a vícenásobné užitečné zatížení. Technologie nezbytné pro X-41, zejména urychlovací stupeň pro dosažení hypersonických rychlostí byla zkoušena v programu FALCON.